# 恋岬
「恋岬」（こいみさき）は小柳ルミ子の18枚目のシングル。1976年5月10日にワーナー・パイオニアから発売された。

## 概要
B面収録の「この街夕暮れ」は、小柳ルミ子自身も出演したNETテレビ（現在のテレビ朝日）『金のなる樹は誰のもの』の主題歌となっていた。

## 収録曲
1. 恋岬 （3'39"）
作詞・作曲：小林亜星、編曲：森岡賢一郎
2. この街夕暮れ （3'11"）
作詞・作曲：布施明、編曲：あかのたちお